# Karel Kupka (skladatel)
Karel Kupka (19. června 1927 Rychvald – 26. října 1985 Ostrava) byl český hudební skladatel a sbormistr.

## Život
Vedle studia na gymnáziu navštěvoval Masarykův ústav hudby a zpěvu v Ostravě (předchůdce dnešní Janáčkovy konzervatoře). Již zde měl vynikající učitele: Františka Hradila, Emila Mikelku a Miroslava Barvíka.
Po absolvování gymnázia přešel na Pražskou konzervatoř, kde studoval dirigování (Pavel Dědeček), intonaci a hudební teorii (Metod Doležil) a klavír (opět Emil Mikelka). Absolvoval v roce 1947. Kromě toho studoval soukromě skladbu u Miloslava Kabeláče. V letech 1952–1955 pokračoval externě ve studiu skladby v Brně u Viléma Petrželky.
Po krátkém působení ve funkci ředitele hudební školy v Karviné nastoupil vojenskou službu, kterou absolvoval u Armádního uměleckého souboru Víta Nejedlého. V letech 1951–1954 byl ředitelem hudební školy v Petřvaldě. Od roku 1954 až do své smrti působil ve Státním divadle v Ostravě (dnes Národní divadlo moravskoslezské), nejprve jako korepetitor opery a později jako asistent dirigenta a sbormistr operního sboru.
Komponoval skladby prakticky všech žánrů – opery, balety, kantáty, orchestrální skladby a komorní hudbu. Psal i scénickou hudbu pro ostravská divadla. Vycházel z tvorby klasiků 20. století (Leoš Janáček, Igor Stravinskij, Béla Bartók a další), vytvořil si však svůj vlastní, osobitý styl.
Největšího úspěchu dosáhl skladbou Picassiáda, která v roce 1963 získala ve Spojených státech 1. cenu Kusevického nadace. Světovou popularitu pak získala v televizním baletním zpracování tanečního souboru Pavla Šmoka.

## Dílo

### Jevištní díla
- Taškář, opera podle Tita Maccia Plauta, 1955;
- Lysistrata, opera podle Aristofana, 1957;
- Učitel tance, balet, 1958;
- Když tančí růže, opera, 1959;
- Sokratova smrt, opera, 1961;
- Cassandra, balet, 1962;
- Idiot, balet podle románu Fjodora Michajloviče Dostojevského, 1962;
- Jeptiška, opera, 1964;
- A z celé duše miluji, opera, 1967;
- Pták, balet, 1977;
- Prométheus, balet, 1980;
- Mít vlastní pokoj v rezidenci, opera na libreto Ladislava Slívy, 1982;
- Opus Odysseus, opera – suita na libreto Miloslava Nekvasila, 1984.

### Komorní skladby
- Smyčcové kvartety č. 1 – 7, 1952–82;
- Tři fragmenty pro bicí, klavír a ženský hlas, 1971;
- Studie pro klavír a bicí nástroje, 1977;
- Movemento pro hoboj a klavír, 1978;
- Coloris imagination pro šest bicích nástrojů, 1979;
- Žesťový kvintet, 1982;
- Večery na Doškorově pro klavír, 1982.
- Sonata dramatica pro violu a klavír
- Tři dialogy pro violu a klavír

### Orchestrální skladby
- Slezská rapsódie, 1955;
- Svita v barokním slohu pro smyčce, 1957;
- Šachty, symfonický obraz, 1958;
- Picassiáda, svita pro velký orchestr na Picassovy kresby k Ovidiovým Metamorfózám, 1958;
- Koncert pro klavír a orchestr č. 1, 1959;
- Koncert pro klavír a orchestr č. 2, 1961;
- Concertino da camera pro housle, 1968;
- Koncert pro fagot a orchestr, 1972;
- Kontrasty pro velký orchestr, 1974;
- Tembrofonie pro velký orchestr, 1979;
- Reflexy pro velký orchestr, 1980;
- Paraboly pro komorní smyčcový orchestr, 1982.

### Vokální skladby
- Poklady se otevírají, kantáta pro sóla, sbor a orchestr, 1959.
- Zjevení svatého Jana, 1969.
- Zpěv pro bas, klarinet, klavír a bicí, 1971.
- Zpěvy milosti pro baryton, violu a klavír, 1973.
- Český sen, komorní kantáta pro sóla a komorní soubor, 1973.
- Zpěvy Sapfó pro ženský hlas a žesťové kvinteto, 1983.